# Andreas Engelmark
Gunnar Asher Andreas Engelmark (19 gennaio 1984) è un allenatore di calcio svedese, tecnico del Sirius.

## Carriera
Nel 2004 ha iniziato l'attività di allenatore part time guidando i bambini dell'Ängby IF, piccola squadra di quartiere con sede a Stoccolma. Ha mantenuto l'incarico fino al 2009, diventando nel frattempo responsabile anche della scuola di calcio estiva Ängby Fotbollskola. Tra il 2009 e l'estate 2011 ha invece lavorato presso la Svenska Fotbollsakademin, una scuola di calcio privata.
Nel novembre 2010 ha iniziato il suo percorso all'interno del settore giovanile del Brommapojkarna, una delle associazioni calcistiche più grandi d'Europa con centinaia di squadre e migliaia di membri attivi. Inizialmente ha ricoperto i ruoli di assistente allenatore della formazione Under-17 e di individual coach dell'Under-19, poi tra il 2013 e il 2014 è stato capoallenatore per due anni del gruppo di ragazzi nato nel 1999. Nel 2014 è stato per qualche mese direttore dell'accademia, sempre all'interno del Brommapojkarna, così come dal gennaio 2015 ha allenato per quasi un anno e mezzo l'Under-17 del club. Dall'aprile 2016 all'estate 2017 è tornato a rivestire il ruolo di direttore dell'accademia.
Durante l'estate 2017 ha trovato l'accordo per approdare negli Stati Uniti con l'incarico di capo dell'accademia del Columbus Crew, franchigia della Major League Soccer guidata in panchina dall'ex allenatore dell'Hammarby Gregg Berhalter, da lui conosciuto a Stoccolma. Questo trasferimento, per via della burocrazia, si è completato qualche mese più tardi, a fine autunno.
Nell'estate 2019 è tornato al Brommapojkarna, venendo questa volta inserito nello staff tecnico della prima squadra come assistente del nuovo allenatore Kjell Jonevret, il quale era stato chiamato per risollevare una situazione di classifica difficile culminata però a fine campionato con la retrocessione dalla seconda alla terza serie. Engelmark ha mantenuto il ruolo di assistente anche negli anni immediatamente successivi, durante i quali i rossoneri hanno centrato prima il ritorno in Superettan al termine della stagione 2021 e poi quello in Allsvenskan al termine della stagione 2022.
In vista del ritorno del Brommapojkarna nella massima serie nazionale, la società ha optato per affidare la panchina a un duo di allenatori composto dall'ex difensore della Juventus Olof Mellberg e dallo stesso Engelmark. Sotto la loro guida tecnica la squadra ha raggiunto l'obiettivo salvezza sia al termine dell'Allsvenskan 2023 che dell'Allsvenskan 2024, permettendo al club di partecipare per la prima volta nella sua storia alla massima serie nazionale per tre stagioni consecutive.
A partire dalla stagione 2025 Engelmark è diventato il nuovo capo allenatore del Sirius con un contratto di durata triennale.